# Herekino Harbour
Herekino Harbour ist ein Naturhafen in der Region Northland auf der Nordinsel von Neuseeland.

## Namensherkunft
Den Namen erhielt das Gewässer in Anlehnung der Gegend, die der Māori-Häuptling Tohe, auf dem Weg zu einem Besuch bei dem in Owhata lebenden Häuptling Taunaha passierte. Er fand eine falsch gebundene Vogelschlinge, die einem möglichen Opfer unnötiges Leiden verursacht hätte. Er benannte das Gebiet Herekino-a-Taunaha (der falsche Knoten von Taunaha).

## Geographie
Der Herekino Harbour befindet sich rund 20 km südsüdwestlich von Kaitaia und rund 17 km südöstlich des Tauroa Point der Tauroa Peninsula an der Westküste der Northland Peninsula. In seiner längsten Ausdehnung misst der Naturhafen rund 4,5 km und kommt an seiner breitesten Stelle auf rund 740 m. Seine Küstenlinie erstreckt sich über rund 14 km und über den 160 m breiten Hafeneingang hat das Gewässer Zugang zur Tasmansee. Den größten Zufluss zum Hafen stellt der Herekino River dar, der sich rund 3 km flussaufwärts und nördlich der kleinen Siedlung Herekino durch den Zusammenfluss des Manukau Stream und des Uwhiroa Stream bildet.

## Beschreibung
Das nördliche Ufer des Naturhafens besteht vom Hafeneingang bis zum Herekino River zur Hälfte aus einem Sandstrand, der am Hafeneingang bis zu 200 m breit sein kann und zum Landesinneren schmaler wird. Das Mündungsgebiet des Herekino River und Teile des oberen Hafens sind von Mangroven-Bäume und Büsche bewachsen, ebenso der größte Teil des südlichen Seitenarms. Die kleine Siedlung Herekino besitzt keinen direkten Zugang zum Naturhafen.